# レイトン教授と永遠の歌姫
『レイトン教授と永遠の歌姫』（レイトンきょうじゅとえいえんのうたひめ）は、ニンテンドーDS用ゲームソフト「レイトンシリーズ」が基になったアニメ映画。2009年12月19日全国東宝系ロードショー。

## 概要
映画オリジナルストーリーであり、「魔神の笛」直後のエピソードになっている。「魔神の笛」でも映画に関連するエピソードがある。キャッチコピーは「ナゾトキ×感動」。企画段階の仮タイトルは、『レイトン教授 -The First Movie-』。アニメーション制作はゲームシリーズのアニメーションパートを制作しているP.A.WORKSと、同じレベルファイブ作品である『イナズマイレブン』のアニメーション制作を行っているOLMとの共同制作である。
前売券ではDSソフト「魔神の笛」付前売券も発売。映画公式サイトにて、声の出演者のメッセージ、予告ムービー、映画告知ポスター（レイトン教授Ver.とルーク少年Ver.）が公開されている。公開同日の12月19日にはTBS系列『日立 世界・ふしぎ発見!』では映画にちなんだ特番も組まれたほか、同局の『アッコにおまかせ!』でも準レギュラーの出川哲朗が映画に出演しているため、映画のプロモーション協力としてレイトン教授の挑戦状と銘打ったクイズ企画を行った。『別冊コロコロコミック』2010年2月号には百丸作画による読み切り漫画版も掲載された。前述のプロモーション的な企画とは別に、椎葉ナナによる漫画版と松井亜弥による小説版がメディア展開された。
全国311館公開での12月19-20日の初日2日間の成績は、動員7万9,477人、興収9,318万200円となり週末興行収入で初登場第6位となっている。

## 公開までの歩み
- 2008年11月26日 - 『レイトン教授と最後の時間旅行』の完成披露会にて映画公開日や主演の声優を発表。
- 2009年 - 映画公式サイトが公開。
- 2009年7月18日 - 前売券が発売される。
- 2009年12月1日 - 早稲田大学大隈講堂にて完成披露試写会・シンポジウム・舞台挨拶が行われる。

## ストーリー
ある日、レイトン教授の研究室にレイトンの元教え子でオペラ歌手・ジェニスから手紙が届く。実は、1年前に死んだ友人が永遠の命を手に入れた少女となって現れたと言う。これを知ったレイトンは、この不思議な事件を解明すべく、弟子のルーク少年と助手のレミを連れて、クラウン・ペトーネ劇場に向かう。そこでレイトン達は『永遠の命』を巡る「ナゾトキゲーム」に巻き込まれていく。

## 登場人物

### 主要人物
レイトン教授（エルシャール・レイトン）
声 - 大泉洋
有名な考古学者。大学（グレッセンヘラーカレッジ）で教授を勤めているが、謎好きとしてもその名は知れ渡っている。考古学専門だが、その他の分野にも精通する。
極めて冷静な性格だが、時には大胆に行動する。27歳という若さで、大学内で誰よりも早く教授に就任した。フェンシングが得意で、物語終盤で巨大ロボットの上で、落ちそうになったときとっさにつかんだ鉄パイプでデスコールと対決をした。
ルーク少年（ルーク・トライトン）
声 - 堀北真希
自称・レイトン教授の一番弟子。動物と話せる能力を持つ。レイトン同様謎好きだが、謎解きの腕前はまだ彼に及ばない。
ジェニス・カトレーン
声 - 水樹奈々
有名なオペラ歌手の美女で、レイトンの元教え子。レイトンに事件を持ちかけてくる。新作オペラ「永遠の王国」の主演である女王の役を務めた。
ジャン・デスコール
声 - 渡部篤郎（特別出演）
仮面をつけた謎の男。レイトンの宿敵。自分の発明品を使い、様々な人をダークサイドに引きずり込む。剣での戦闘もこなす。自称高き志を抱いた一科学者。
レミ・アルタワ
声 - 相武紗季
アジア系の美女。強気で行動的な性格だが可愛い面もある。写真撮影が好きで常にカメラを持ち歩いている。格闘技に加え、車や飛行機の操縦もこなす。
グロスキー警部(クランプ・グロスキー)
声 - 大塚芳忠
スコットランドヤードの警部。48歳。クラウン・ペトーネ劇場で潜入捜査をしていた。今回も自慢の運動神経を見せる。頭は悪くないが推理力は弱い。正義感が強い熱血漢だが、不運に見舞われやすい。
シュレーダー博士(アンドルー・シュレーダー)
声 - 納谷六朗
考古学者でレイトンの師。新作オペラ「永遠の王国」のテーマになった、古代アンブロシア王国の歴史を調べている。
オズロ・ウィスラー
声 - 家弓家正
ロンドン有数の大富豪で、作曲家。ミリーナの父親。54歳。ロンドンのショービジネスを一手に仕切る。クラウン・ペトーネ劇場での公演「永遠の王国」の脚本を書き上げた。その劇中で自分の作り上げた「デトラガン」という楽器を弾いていたピアニストでもある。ナゾナンバー003で脱落したが物語終盤に再登場し、今回の『永遠の命』事件の犯人であることが判明。デスコールの協力により前述の楽器型記憶コピー装置を作り、天才的頭脳を持つ女性達にミリーナの記憶をコピーしていた。
ミリーナ・ウィスラー
声 - 折笠富美子 / （7歳の少女）諸星すみれ
ジェニスの親友であり、オズロの一人娘。1年前、22歳で病死したが、永遠の命をもって7歳の姿になったという人物。心優しい性格。だが実は、物語終盤で記憶のみがジェニスや7歳の少女の体を借りていた事が判明する（7歳の少女（ニナ）もその1人であり誘拐されていたが、エンディングで家族の元に戻っている）。
チェルミー警部
声 - 斎藤志郎
ロンドン警察の警部。オープニングにのみ登場。
バートン
声 - 杉野博臣
チェルミー警部の助手を務めている巡査。オープニングにのみ登場。
ドン・ポール
声 - 稲葉実
レイトン教授をライバル視する科学者。オープニングのみ登場で、時計の鐘の音を止めるなどの悪事を働いた。
アロマ
声 - 能登麻美子
レイトン教授の自称花嫁候補。オープニングにのみ登場。

### 『永遠の命』をかけたナゾトキゲームの参加者
アムリー・ルース
声 - 豊口めぐみ
才色兼備の16歳の少女。高校生でありながら、チェスの全英チャンピオンという天才的頭脳の持ち主。オズロ・ウィスラーによってオペラ公演に招待された。余命1か月の祖父のために『永遠の命』を手に入れようとする。ナゾナンバー004を勝ち残ったあとデスコール達に連行されたが、レイトンに救出された。エンディング後に祖父は亡くなり。その葬儀にレイトンとルークが来ている。
ミセリア・レイドリー
声 - 井上喜久子
妖艶な美女。32歳。レイトン教授を誘惑してくる。永遠の若さと美貌を維持するため『永遠の命』を狙う。ナゾナンバー004で、レイトンが選んだ部屋を正解の部屋と勘違いして脱落した。小説版で、スターバックと結婚したことが判明する。
ピエール・スターバック
声 - 山寺宏一
かつては「伝説の左足」と言われたサッカー選手だったが、足の故障により人生を閉ざされた。25歳。『永遠の命』なら自分の足も治せると考えゲームに参加。尊大な性格の持ち主で、目的のためなら手段を選ばない。赤い髪が特徴。レイドリー同様、ナゾナンバー004で脱落した。小説版で、レイドリーと結婚する。
演じた山寺は後にレイトン ミステリー探偵社 〜カトリーのナゾトキファイル〜にてエルシャール・レイトンを演じている。
マルコ・ブロック
声 - 三宅健太
アマチュア歴史愛好家。45歳。『永遠の命』の伝説について研究している。ナゾナンバー004を勝ち残ったあとデスコールの部下に連行された。小説版でオルドネルとは、冒険友達になる。
アニー・ドレッチー
声 - LiLiCo
人気女流作家。自身の才能を永遠のものにしようとする。ナゾナンバー003で脱落した。小説版では、余命半年のバーグランドの為に新作小説を書いて彼に読ませている。
フレデリック・バーグランド
声 - 中田譲治
ロンドンの有名会社ワールドフリード社社長。非情な手段で大成するが、医者に余命半年を宣告され『永遠の命』を手に入れようとする。ほかの参加者達をだまして脱落させるなど、非常に狡猾な性格の持ち主。ナゾナンバー003で脱落した。小説版では、エンディング後に余命半年の彼の為にドレッチーが書いた、新作小説を読んで楽しんでいる。
カーチス・オルドネル
声 - 飯塚昭三
交易船の船長。65歳。船旅の先で聞いた『永遠の命』の伝説に魅了される。冒険心が強い熱血漢。ドレッチーとバーグランドと共にナゾナンバー003で脱落した。小説版でブロックとは、冒険友達になる。
リッチマン
声 - 出川哲朗
ナゾトキゲームの参加者。明確な描写はないが、ナゾナンバー001でバーグランドの罠にはまり、脱落したと思われる。
リッチマンを除く上記の参加者達は、マルコと同様に、エンディングでは無事が確認されている。ちなみに、直前に逃げようとしたり、ナゾナンバー001で脱落した観客達は、落とし穴に落とされたが、物語の途中で、ナゾナンバー002で脱落した観客達と共に、救命艇を使って、船から脱出していたためリッチマンも無事ではないのかと思われる。

### その他
- 会場アナウンス：河北麻友子[3]
- 女性客：鈴木サチ・田中みな実[3]
- 男性客：河野真也・藤尾仁志 （オクラホマ）[3]
- TVの声：安東弘樹（TBSアナウンサー）[3]

## スタッフ
- 原作 - LEVEL-5
- 企画・プロデュース・ストーリー原案 - 日野晃博
- ナゾ制作協力 - 多湖輝
- 監督 - 橋本昌和
- エグゼクティブプロデューサー - 濱名一哉、久保雅一
- Co.エグゼクティブプロデューサー - 阿部秀司、藤巻直哉
- プロデューサー - 臼杵照裕、岡田有正、山内章弘、堀川憲司、奥野敏聡、大村信、高瀬一郎
- 脚本 - 松井亜弥
- 絵コンテ - 橋本昌和、増井壮一、西村純二、志村錠児、今石洋之
- 演出 - 外山草、高橋ナオヒト、志村錠児、宮脇千鶴、山本秀世、本郷みつる、橋本昌和
- キャラクターデザイン原案・エンディングイラスト - 長野拓造
- デザインワークス - 鍋田香代子、前田輪太郎、堀内博之
- キャラクターデザイン・総作画監督 - 杉光登
- 作画監督 - 一石小百合、松原徳弘、川面恒介、高橋英樹、鍋田香代子、吉野真一、堀内博之、杉光登
- 美術監督 - 竹田悠介、篠原理子
- 編集 - 辺見俊夫
- 音響効果 - 倉橋静男、武藤晶子、長谷川卓也、三井友和、緒方康恭、西佐知子、山谷尚人（サウンドボックス）
- 音響監督 - 三間雅文
- 音楽プロデューサー - 石田雅己、高樹貴司
- 音楽 - 西浦智仁
- テーマ音楽 - 斉藤恒芳
- アニメーション制作 - P.A.WORKS、OLM Team Kamei
- 製作 - Team Layton（LEVEL-5、TBSテレビ、小学館、東宝、OLM、ジェイアール東日本企画、博報堂DYメディアパートナーズ、小学館集英社プロダクション、ポニーキャニオン、ディーライツ、アミューズソフトエンタテインメント、ピーエーワークス）
- 配給 - 東宝

## 主題歌
「永遠の歌姫」
作詞：日野晃博 / 作曲・編曲：斉藤恒芳 / 歌：ジェニス・カトレーン（CV：水樹奈々）

## 漫画
- 椎葉ナナ作画『レイトン教授と永遠の歌姫』小学館プラス・アンコミックスシリーズ刊行　
  - 2009年12月19日発売、ISBN 978-4-09-159068-8
- 百丸作画『レイトン教授と永遠の歌姫』小学館別冊コロコロコミック2010年2月号掲載

## 小説
- 松井亜弥著『レイトン教授と永遠の歌姫』小学館ジュニア文庫
  - 2009年12月18日発売、ISBN 978-4-09-230602-8